# Gronity
Gronity – wieś warmińska w Polsce położona w województwie warmińsko-mazurskim, w powiecie olsztyńskim, w gminie Gietrzwałd. W latach 1975–1998 miejscowość administracyjnie należała do województwa olsztyńskiego.
Gronity są zlokalizowane pomiędzy olsztyńskim osiedlem Dajtki a wsią Naterki, w lasach kudypskich będących częścią dawnej Puszczy Galindzkiej. Odległość do centrum Olsztyna w linii prostej wynosi 6 km. Z okresu przedwojennego zachowało się sporo kapliczek i krzyży, które ostatnio odrestaurowano. 
Obecnie Gronity rozbudowują się bardzo dynamicznie, stanowiąc niemalże „dzielnicę podmiejską” Olsztyna. Szybki dojazd do Olsztyna przez rozbudowaną drogę krajową nr 16 oraz obwodnica, która ułatwi w przyszłości wyjazd w kierunku Warszawy oraz planowanego lotniska pod Olsztynkiem, to dodatkowy atut położenia tej miejscowości. W okolicy znajdują się grzybodajne lasy, oraz od południa Jezioro Naterskie. Przez Gronity przebiega ścieżka rowerowa, prowadząca do arboretum w Kudypach oraz ścieżka przyrodnicza (opisana w broszurze pt. „Z Gronit do Kudyp”).
W Gronitach siedzibę ma Stowarzyszenie Garian.
Poczałkowo nazwa miejscowości zapisywana była jako Garonith (1334), później Grunitten, Granythen (1353), Garonich (1361), Grunitthen (1379), Garunithen (1380), Grunithen (1426), Gruniten (1564, 1580), Gronitten (1591). Pierwotna nazwa wywodzi się od pruskiego imienia Garune i brzmiała najprawdopodobniej Garunitai.

## Historia
Wieś lokowana 23 maja 1348 w strażnicy obronnej w Bartążku wystawiono dokumenty lokacyjne dla czterech wsi: Linowo, Gągławki, Gronity, Cegłowo. Nadanie w Gronitach w pruski polu osadniczym w pobliżu jeziora Crummensee (jezioro Gronickie, obecnie nie istnieje, zostało osuszone, pozostała tylko nazwa lokalna Kramze, w odniesieniu do torfowisk leżących po północnej stronie torów kolejowych, blisko granicy z Kudypami), o wielkości 10 włók na prawie pruskim otrzymali Prusowie: Theodoric, Wissegauden, Spruden, Montiken Tolniken i Patulnen. W 1353 nadanie w okolicy Crummensee otrzymali także Prusowie: Curtoyen i Karuniten. Inny dokument wspomina o nadaniu 6 włók w pobliżu jeziora Crummensee Prusowi Noydenowi oraz dwóch włók dąbrowy (Damorovia) w zamian za ziemie w „Garancze” nad Jeziorem Kortowskim. Noyden otrzymał 7 lat wolnizny oraz obowiązek jednej służby zbrojnej konno oraz udzielać pomocy przy budowie zamku. Otrzymał także prawo połowu ryb i polowania w puszczy. W dokumencie wspomniano także, że jeśli ktoś dopuściłby się zabicia wspomnianego Noydena lub jego następców powinien być ukarany 30 grzywnami.
W 1426 r. kapituła warmińska nadała dwie włóki dla Kirstana de Grunithen (według innych źródeł Kristan von Granyten). Wymienione dwie włóki wolne były od wszelkich opłat, a zwolnienie wynikało z obowiązku pełnienia funkcji strażnika barci kapitulnych. We wsi był kościół, o którym wspominano w 1500 r., kiedy został postawiony nowy kościół w miejsce starego. Nowy kościół konsekrowany był pw. św. Wawrzyńca.
W 1656 była to wieś pruska z 16 włókami, zamieszkana trzech przez wolnych pruskich. Po sekularyzacji dóbr kościelnych rząd pruski oddał wieś dotychczasowym osadnikom. W latach 1717–1776 Gronity zaliczane były do parafii olsztyńskiej. W roku 1773 w Gronitach żył Casimir Knaeffel. W 1876 roku w Gronitach urodziła się Elisabeth Gettkandt, późniejsza żona Heinricha Karla Schwartza.
Podczas budowy linii kolejowej Olsztyn-Ostróda pobliskie Jezioro Gronickie zostało zmeliorowane a później w czasie pierwszej wojny światowej (1914-1918) osuszone przez jeńców francuskich, w celu przygotowania pastwisk dla koni wojskowych. W ramach powstałego w 1921 roku Polsko-Katolickiego Towarzystwa Szkolnego na Warmii, którego celem było zachowanie i pielęgnowanie języka polskiego, do Seminarium Nauczycielskiego w Lubawie skierowany został Józef Penczerzyński, mieszkaniec Gronit. Opiekunem z ramienia Towarzystwa nad ludnością polską w Gronitach został Wiktor Salmann. W Gronitach szukał schronienia przed prześladowaniami niemieckimi znany działacz polski Franciszek Barcz. W okresie międzywojennym Jan Brzeszczyński był nauczycielem w tutejszej szkole. Pomimo iż był Niemcem, w okresie plebiscytu (1920 r.) działał na rzecz sprawy polskiej, za co był szykanowany przez władze i proniemieckie bojówki. Jana Brzeszczyńskiego, który m.in. redagował dodatek do Gazety Olsztyńskiej zatytułowany Przyjaciel dzieci, odwiedziła w Gronitach Maria Zientara-Malewska, która napisała dla niego kilka wierszy. Brzeszczyński musiał opuścić mieszkanie w szkole i przeniósł się do Barczewka.
W roku 1933 w Gronitach było 233 mieszkańców. Gronity w 1939 r. liczyły około 300 mieszkańców. Znajdujące się tu dawniej jezioro zostało wysuszone ze względu na budowę linii kolejowej (Olsztyn-Ostróda).
Część pierwotnych mieszkańców Gronit wyjechała w ramach emigracji z lat siedemdziesiątych i osiemdziesiątych XX w.: Baczewski Jerzy (ur. 1919), Sowa Maria (ur. 1903) i Horst (ur. 1938), Behrendt Barbara (ur. 1899) i Eryk (ur. 1939), rodzina Galitzkich, Wrona Józef (ur. 1932), Wehis Herbert (ur. 1939), Ossowski Erich (ur. 1941), rodzina Hintzmanów, Neuman Oskar (ur. 1937), Mogulnicka Krystyna (ur. 1932), Schultz Marta (ur. 1917), Kempa Franciszek (ur. 1905), Agnieszka (ur. 1911) i Hainz (ur. 1938), Czeczka Edward (ur. 1928), Alojzy (ur. 1930), Franciszek (ur. 1940), Kamińska Maria (ur. 1929), Szarnowski Jan (ur. 1943).
W latach sześćdziesiątych i siedemdziesiątych XX w. wieś posiadała swoją drużynę piłki nożnej (klasa C piłki siatkowej, a także w ramach drużyny Ludowych Zespołów Sportowych „Diamenty” uczestniczyła w różnych spartakiadach i zawodach gminnych. Szczególnie aktywna w działalności sportowej była rodzina Schultzów, reprezentowana przez Antoniego i Henryka - zdobyli oni liczne dyplomy w biegach przełajowych, tenisie stołowym, warcabach, rzucie lotką oraz piłce nożnej. Funkcjonowało w tym czasie boisko sportowe (działki nr 96), świetlica wiejska (odbywały się tam zabawy taneczne, odbywał próby zespół muzyczny i zespół teatralny). Animatorką życia kulturalnego była Marianna Rutowicz, kierowniczka Szkoły Podstawowej. W wyniku jej starań na przełomie lat pięćdziesiątych i sześćdziesiątych XX w. Gronity zostały zelektryfikowana, a świetlica otrzymała telewizor marki Wawel.

## Zabytki
- Kapliczka umieszczona w pniu 200-letniej sosny. Według miejscowej legendy jest to miejsce, gdzie matka zabiła swoje dziecko, a ślad odciśniętej główki dziecięcej można dostrzec na pniu drzewa.
- Kapliczka znajdująca się na rozjeździe dróg do Naterek i Gronit, podobno postawiona jako miejsce pamięci zarazy, którą dotknęła wieś. Jeszcze po wojnie (po 1945 r.) przy kapliczce znajdował się cmentarzyk, na którym pochowani byli mieszkańcy i jeńcy pracujący przy budowie linii kolejowej.